# 市道175號
市道175號（關子嶺－楠西）是位於臺灣臺南市的一條市道級公路。北起臺南市白河區關子嶺，南至臺南市楠西區楠西市區，全長共計31.130公里。該公路在東山區的部分，因為週邊有許多咖啡簡餐店，故有「東山咖啡大道」、「東山咖啡公路」之別稱:64。

## 概況
市道175號以臺南市白河區關子嶺之市道172號為起點，自起點開始朝南行進，通過長102.2公尺之紅葉隧道後進入關子嶺溫泉區。公路在通過溫泉區後路線轉往西行，並於坪頂與市道172乙線終點交會後左轉，再續朝南行進，途經南寮、東山區北寮、檳榔宅與岩坑等地後於橫路與市道174號終點交會。公路在行進約5公里後，於東山區－楠西區區界、長約250公尺之楠西隧道前方轉往東向，之後於照興之嘉南專2線（曾庫公路）終點處轉往南向，再越過曾文溪於楠西市區與台3線相接，即為此公路之終點。
截至2020年底，市道175號總長31.130公里，路基總面積373,560平方公尺，其路面均以瀝青鋪設。全線共設置7座橋梁以及2座隧道（紅葉隧道、楠西隧道），另設置262面標誌、8組交通號誌，以及276桿照明裝置。

## 歷史沿革
臺灣公路編號制度之形成可追溯至1960年所施行之《公路法》，以及1963年所制訂之《臺灣省各級公路及橋涵編號辦法》。在《公路法》中規定公路分為國道、省道、縣道及鄉道；而在《臺灣省各級公路及橋涵編號辦法》中規定南北向為單號、東西向為雙號，且重要縣鄉道公路編號自「101」起不冠代字。
1961年，臺灣省公路局（今交通部公路總局）進行首次公路普查，將十二佃至太爺路段納編為縣道175號，路線名稱為「十二佃－太爺」，北起臺南市安南區十二佃之縣道178號，南至高雄縣湖內鄉太爺之台1線，全長共計23.240公里。1977年10月6日公告將十二佃至湖內市區路段納編為台17線，而湖內市區至太爺路段則降編為鄉道高2線，至此縣道175號全線廢止。1986年臺灣省政府公告將關仔嶺至橫路路段納編為「鄉道175號」，途經坪頂、南寮與北寮，全長共計22.290公里。2001年中華民國交通部公告將鄉道175號升編為縣道175號。
2013年中華民國交通部公告將原臺南市與臺南縣境內的縣道與鄉道廢止，並且改編為市道與區道，當中縣道175號依公告廢止而改編為市道175號，路線名稱不變，里程仍為21.416公里。2018年10月25日，中華民國交通部公告將市道175號終點延伸，將原市道174號46k+312至56k+220路段（橫路至楠西）改編併入，調整後原路線名稱改稱為「關子嶺－楠西」，總里程增加9.908公里至31.130公里。

## 行經行政區域

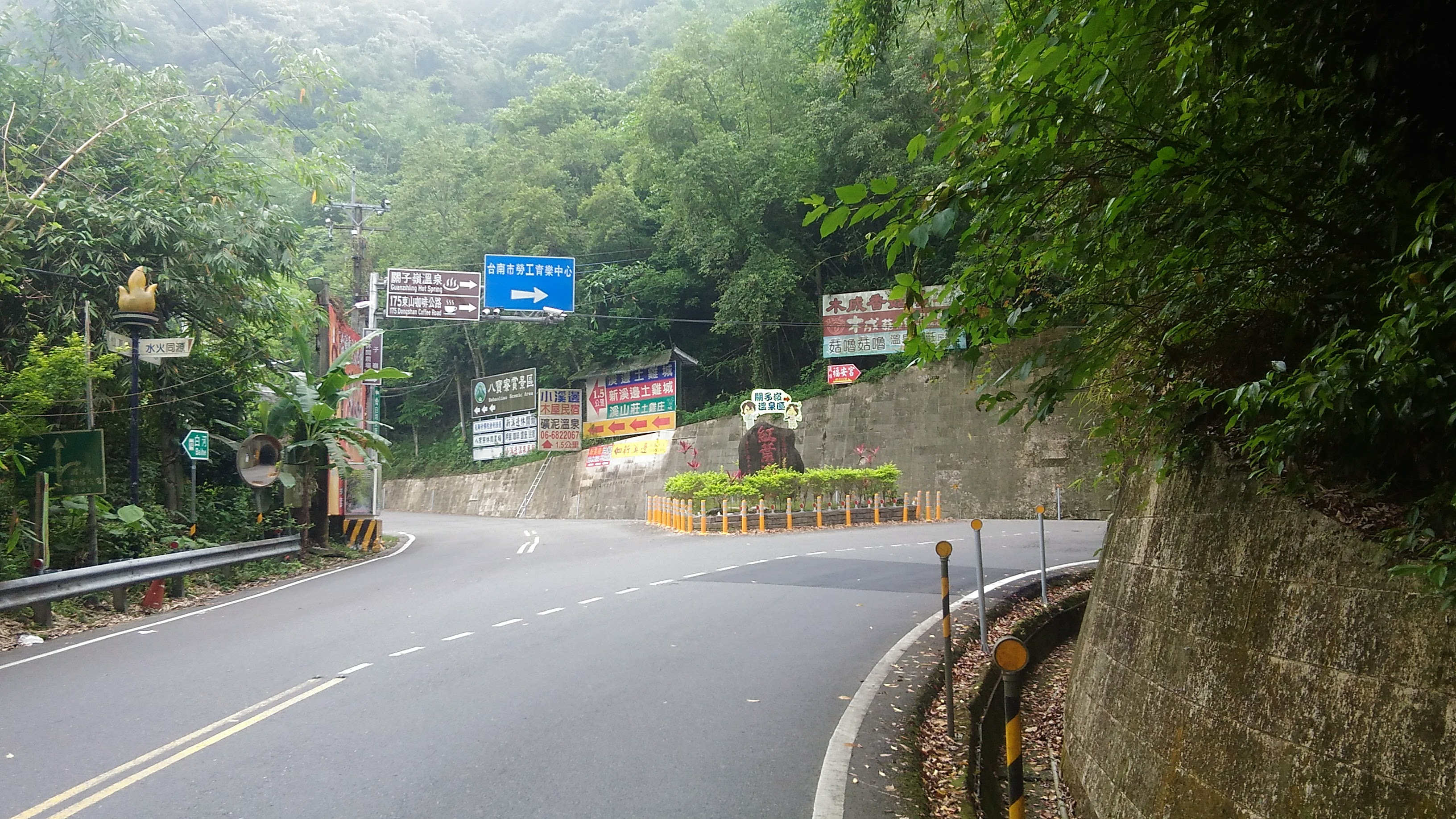
右側為市道175號起點

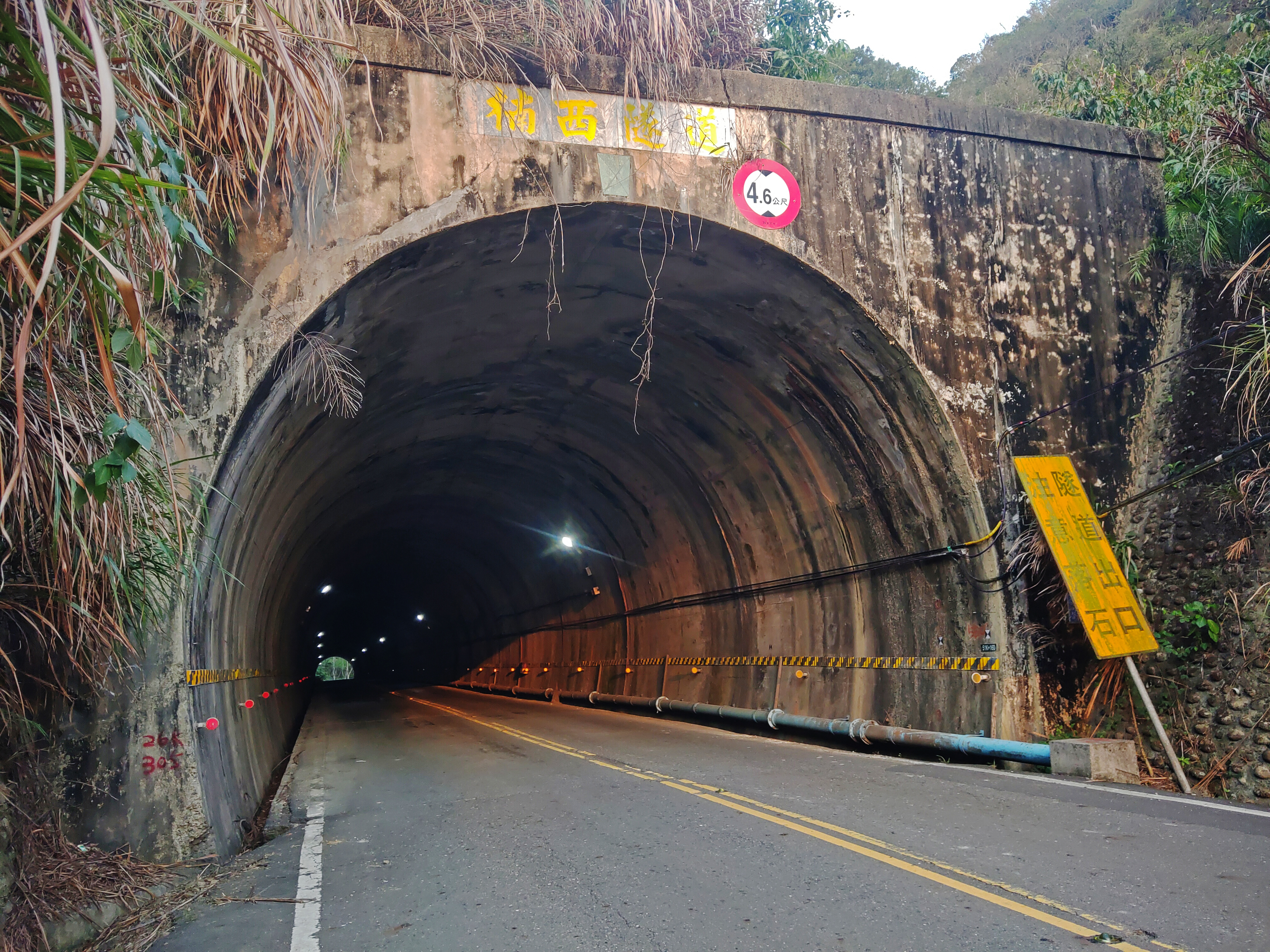
楠西隧道

全線均位於臺南市境內。
| 白河區      | 關子嶺   | 0.000   | 市道172號       | 公路起點             |  |
| 白河區      | 關子嶺   | － 隧道 |                 |                      |  |
| 白河區      | 關子嶺   | －      | （地區道路）    |                      |  |
| 白河區      | 關子嶺   | 3.470   | 市道172乙線     | 市道172乙線終點      |  |
| 白河區      | 坪頂     | 3.470   | 市道172乙線     | （同上）             |  |
| 白河區      | 坪頂     | －      | （地區道路）    |                      |  |
| 白河區      | 南寮     | 5.750   | 南97線          | 南97線終點           |  |
| 東山區      | 北寮     | 8.970   | 南104線         | 南104線終點          |  |
| 白河區      | 南寮     | －      | （地區道路）    |                      |  |
| －          |          |         |                 |                      |  |
| 東山區      | 李子園   | －      | 南104-2線       |                      |  |
| 東山區      | 檳榔宅   | 13.880  | 南104-1線       |                      |  |
| 東山區      | －       |         |                 |                      |  |
| 東山區      | 岩坑     | 19.540  | 南105線         | 南105線終點          |  |
| 東山區      | 橫路     | 21.416  | 市道174號       | 市道174號終點        |  |
| 六甲區      | 中坑     | －      | （地區道路）    |                      |  |
| 六甲區      | 南勢坑   | －      | （地區道路）    |                      |  |
| 26.300 隧道 |          |         |                 |                      |  |
| 楠西區      | 山仔頂   | 28.850  | 南183線         | 南183線起點          |  |
| 楠西區      | －       |         |                 |                      |  |
| 楠西區      | 𦬬萊宅   | －      | （地區道路）    |                      |  |
| 楠西區      | 𦬬萊宅   | －      |                 |                      |  |
| 楠西區      | 𦬬萊宅   | －      | 嘉南專2線       | 嘉南專2線終點        |  |
| 楠西區      | －       |         |                 |                      |  |
| 楠西區      | 楠西市區 | 31.130  | 台3線 · 南187線 | 公路終點 南187線起點 |  |
|             |          |         |                 |                      |  |

## 沿線設施與景點
- 關子嶺溫泉
- 大凍山
- 崁頭山

## 外部連結
- OpenStreetMap上有關市道175號的地理
- YouTube上的市道175號